# Cabinovie di Medellín
Le cabinovie di Medellín (conosciute in spagnolo come Metrocable de Medellín) sono una rete di cabinovie a servizio dei sobborghi della città di Medellín, parte della rete dei trasporti pubblici cittadini.
Si compone di sei linee, identificate con lettere e colori differenti, per una lunghezza totale di 14,52 km e 20 stazioni. È gestita dalla società Metro de Medellín. Medellín è stata la prima città al mondo ad implementare un sistema di cabinovie da adibire a mezzo di trasporto pubblico, con l'obiettivo anche di abbattere le disuguaglianze sociali di alcuni quartieri cittadini raggiunti dall'infrastruttura.

## Storia

### Progettazione
Nel 1999, con la presentazione del Plan de Ordenamiento Territorial della città di Medellín, venne evidenziata la necessità di un nuovo modello per la mobilità cittadina, con l'obiettivo di "razionalizzare sia il numero sia il tempo dei viaggi effettuati dalla popolazione, sopportati da un sistema di trasporto ad alta e media capacità che modificherà il sistema radiale inefficiente della mobilità cittadina e che asseconderà la necessità di spostamenti comodi e tempestivi".
Fu proprio da questa considerazione che scaturì il progetto di realizzazione di una cabinovia che collegasse il barrio di Santo Domingo Savio con la metropolitana di Medellín. Infatti, quello stesso anno, la Empresa de Transporte Masivo del Valle de Aburrá, nel suo Plan Estratégico Corporativo, iniziò lo studio delle varie alternative per espandere la rete dei trasporti e, tenendo conto dei punti cardine del Plan de Ordenamiento Territorial, arrivò alla stesura di un progetto finale che prevedeva, appunto, la realizzazione di una cabinovia lungo la Calle 107.

### La prima linea e l'espansione della rete
Il 1º agosto 2002 il comune di Medellín e la Empresa de Transporte firmarono un accordo per la realizzazione del progetto e l'11 aprile 2003 venne avviata la costruzione della prima cabinovia. I lavori di costruzione riguardarono anche la stazione Acevedo della linea A della metropolitana di Medellín, a cui la cabinovia si collega; venne infatti costruito un secondo livello in cui alloggiare le piattaforme per la cabinovia e la sala d'attesa e venne creata una connessione con le banchine della metropolitana. La cabinovia, denominata linea K, venne infine aperta al pubblico il 7 agosto 2004. Nel primo anno di attività la linea trasportò 5 234 458 passeggeri.
Il 3 marzo 2008 venne inaugurata la seconda linea, la linea J, che nel primo anno di attività trasportò 2 415 877 passeggeri. La terza linea, denominata linea L, fu aperta al pubblico il 9 febbraio 2010; questa linea a differenza delle precedenti venne costruita principalmente per scopo turistico, collegando infatti la città con il Parque Ecoturístico Arví. Nel 2015 furono avviati i lavori per la quarta linea, la linea H, e ad aprile dello stesso anno ebbe inizio la posa dei primi piloni; allo stesso tempo venne avviata anche la costruzione della quinta linea, la linea M. La linea H fu inaugurata il 17 dicembre 2016, mentre la linea M aprì al pubblico il 28 febbraio 2019. La linea P, la sesta della rete, fu attivata il 10 giugno 2021.

## La rete
| Linea   | Percorso                        | Inaugurazione | Lunghezza | Stazioni | N. mezzi | Passeggeri (2014) |
| ------- | ------------------------------- | ------------- | --------- | -------- | -------- | ----------------- |
|         | Acevedo ↔ Santo Domingo Savio   | 2004          | 2,07 km   | 4        | 93       | 6 846 111         |
|         | San Javier ↔ La Aurora          | 2008          | 2,70 km   | 4        | 119      | 4 370 053         |
|         | Santo Domingo Savio ↔ Arví      | 2010          | 4,60 km   | 2        | 55       | 804 460           |
|         | Oriente ↔ Villa Sierra          | 2016          | 1,40 km   | 3        | 44       | -                 |
|         | Miraflores ↔ Trece de Noviembre | 2019          | 1,05 km   | 3        | 51       | -                 |
|         | Acevedo ↔ El Progreso           | 2021          | 2,70 km   | 4        | 138      | -                 |
| Totale: | Totale:                         | Totale:       | 14,52 km  | 20       | 500      | 12 020 624        |